# 鳥居本駅
鳥居本駅（とりいもとえき）は、滋賀県彦根市鳥居本町にある近江鉄道本線（彦根・多賀大社線）の駅である。駅番号はOR03。

## 歴史
- 1931年（昭和6年）3月15日：近江鉄道の米原駅 - 彦根駅間開業に伴い[2]、駅開設[1][2][3]。
- 1944年（昭和19年）3月1日：近江鉄道が八日市鉄道を吸収合併、路線名を制定。所属線が本線となる[2]。
- 1988年（昭和63年）3月12日：貨物取扱を廃止[3][4]。
- 2013年（平成25年）3月29日：駅舎が登録有形文化財として登録[5][6]。

## 駅構造

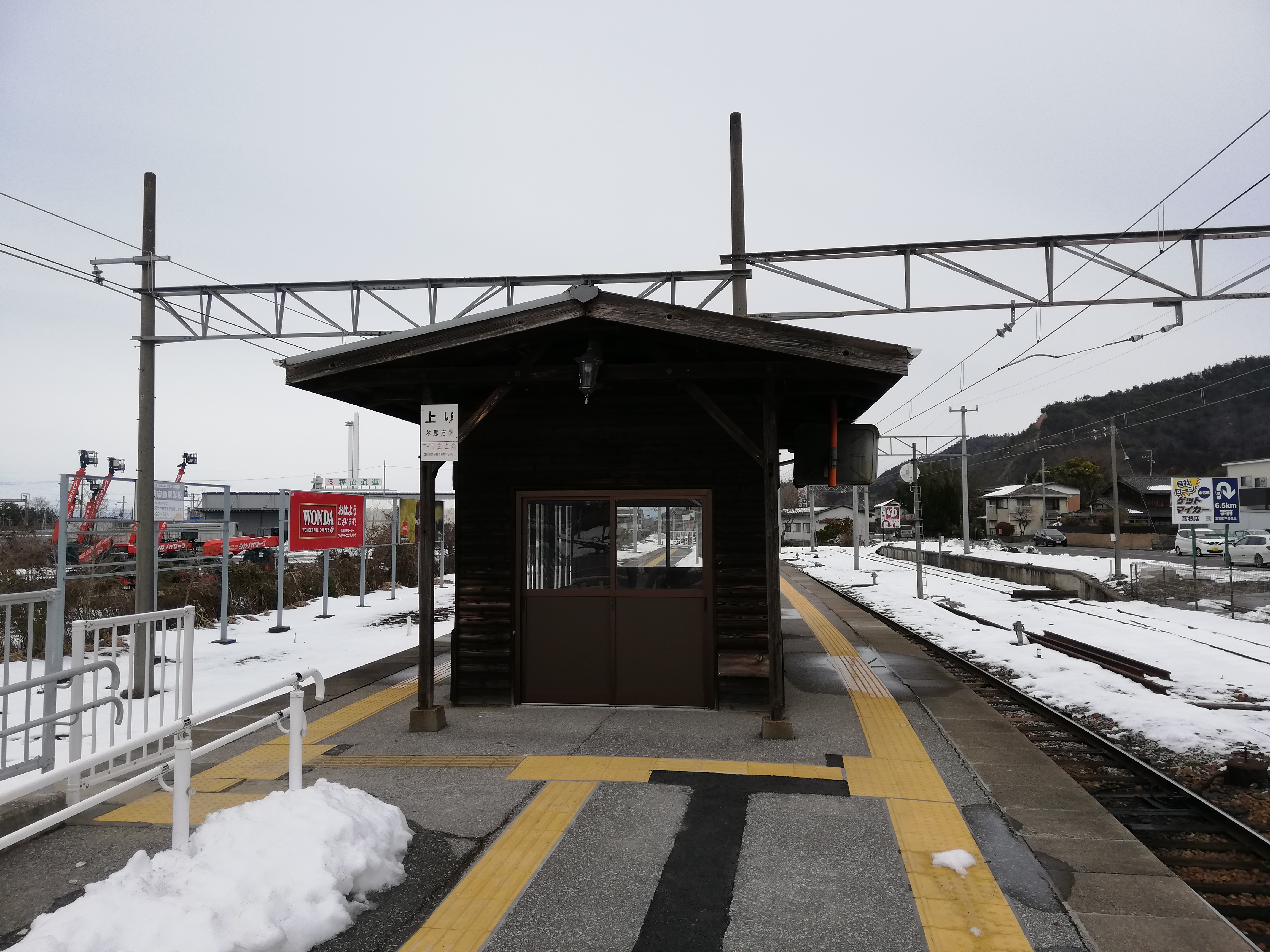
ホーム（2022年2月、右端の1線は使われていない）

島式ホーム1面2線を有する地上駅で無人駅である。かつては有人駅となっていたが、2005年3月に無人化されている。駅舎とホームは構内踏切で連絡している。
駅舎は開業時からのもので、独特の腰折れ屋根を持つ洋風建築が特徴となっている。この駅舎は2013年に登録有形文化財として登録されている。かつては駅舎米原方に駅舎と接する建物が建っていた

### のりば
| 番線   | 路線                       | 方向 | 行先       |
| ------ | -------------------------- | ---- | ---------- |
| 駅舎側 | ■本線 （彦根・多賀大社線） | 下り | 貴生川方面 |
| 反対側 | ■本線 （彦根・多賀大社線） | 上り | 米原方面   |

※案内上ののりば番号は割り当てられていない。
付記事項
- かつては駅構内に日本石油米原油槽所があり、構内に小規模の荷役線が敷かれていた。当駅から彦根駅を経由して安治川口駅までタンク車による石油輸送が行われており、当駅 - 彦根駅間が近江鉄道で最後まで残った貨物列車運行区間であったが、油槽所閉鎖に伴い1988年に廃止され近江鉄道の貨物輸送は幕を閉じた。[要出典]

## 利用状況
近年の1日平均乗車人員の推移は下記のとおり。(彦根市統計書より)
| 年度   | 1日平均 乗車人員 |
| ------ | ---------------- |
| 2003年 | 183              |
| 2004年 | 173              |
| 2005年 | 172              |
| 2006年 | 163              |
| 2007年 | 169              |
| 2008年 | 177              |
| 2009年 | 169              |
| 2010年 | 176              |
| 2011年 | 157              |
| 2012年 | 140              |
| 2013年 | 133              |
| 2014年 | 135              |
| 2015年 | 137              |
| 2016年 | 139              |
| 2017年 | 127              |
| 2018年 | 110              |
| 2019年 | 103              |

## 駅周辺
駅東側を国道8号が通り、そこから東へ進むと旧中山道を経て小中一貫校に至る。近隣には養護学校があり、旧街道付近は民家が多く建つ。駅西側は佐和山のふもとの田園風景が広がるが、近江鉄道本線（彦根・多賀大社線）と東海道新幹線の間には太陽光発電所があり、その近くには運送業の事務所がある。
- 彦根市役所鳥居本出張所
- 彦根市立鳥居本小学校・中学校
- 滋賀県立鳥居本養護学校[13]
- サンライズ出版
- 有川製薬（赤玉神教丸）
- 国道8号 - 駅前に面する国道[9]。
- 旧中山道鳥居本宿[9]

## タクシー路線
下記のデマンドタクシー路線が乗り入れる。
鳥居本駅
- 愛のりタクシーとりいもと[14]
  - 山手線：友仁山崎病院 / 笹尾
  - 小野線：友仁山崎病院
  - 宮田線：友仁山崎病院 / 北甲田

## その他
2007年3月23日夜より、ギネス世界記録の連続演奏記録に挑戦するコンサートを当駅で開催。彦根市のピアノ教師寺村邦子の企画によるもので、国宝・彦根城築城400年祭の記念イベントでもあった。2001年にカナダで達成された181時間の世界記録を破る184時間を2007年3月31日に達成、ギネス世界記録に登録された。なお、寺村はこの記録を達成してからギネス世界記録への挑戦を15回続けた。

## 隣の駅
近江鉄道
■本線（彦根・多賀大社線）
フジテック前駅（OR02） - 鳥居本駅（OR03） - 彦根駅（OR04）

### 記事本文